# Челновица
Челновица (укр. Човновиця) — село на Украине, находится в Оратовском районе Винницкой области.
Код КОАТУУ — 0523186601. Население по переписи 2001 года составляет 831 человек. Почтовый индекс — 22613. Телефонный код — 4330.
Занимает площадь 2,762 км².

## Адрес местного совета
22613, Винницкая область, Оратовский р-н, с. Челновица, ул. Ленина, 58